# Bayern mobil

Logo bis Oktober 2007

Bayern mobil war ein Radioprogramm des Bayerischen Rundfunks, das vom 1. Januar 1998 bis 31. August 2008 als Teil des DAB-Pilotprojekts in Bayern auf Sendung war.

## Programm
Die Musikspanne von Bayern mobil war weit und ging von Oldies der 60er-Jahre bis zu aktuellen Chart-Hits. Es waren überwiegend englischsprachige, deutschsprachige, französische und italienische Titel zu hören. Die Titelliste wurde von einer eigenen Redaktion zusammengestellt.
Bayern mobil kam ohne Moderation aus und übernahm stündlich von 7 bis 22:30 Uhr die Nachrichten von Bayern 3. Zusätzlich gab es jede halbe Stunde Verkehrs- und die Wettermeldungen.
Unregelmäßig wurden Wunschsendungen veranstaltet, bei denen sich die Hörer Musiktitel per Telefon oder E-Mail wünschen konnten. Ankündigungen dieser Sendungen waren im Radiotext zu lesen und wurden im Wetter- und Verkehrsblock verlesen.

## Einstellung
Mit „I Believe“ von Joana Zimmer lief am 1. September 2008 um kurz vor 8 Uhr der letzte Titel auf Bayern mobil. Um 8 Uhr übernahm die Musik- und Servicewelle Bayern plus, das heutige BR Schlager, alle Frequenzen des Programms.

## Empfangswege
- in Bayern mittels DAB
- europaweit mittels DVB-S via Astra 19,2° Ost
- weltweit über das Internet (Real Player oder Windows Media Player)